# 죽도 (군산시)
죽도(竹島)는 전북특별자치도 군산시 옥도면에 있는 섬이다.